# منتخب ليبيا لكرة القدم للسيدات
منتخب ليبيا لكرة القدم للسيدات هو ممثل ليبيا الرسمي في المنافسات الدولية في كرة القدم للسيدات، يديريه الاتحاد الليبي لكرة القدم.